# Еґберт Гіршфельдер
Еґберт Гіршфельдер (нім. Egbert Hirschfelder, 13 липня 1942 — 31 травня 2022) — німецький академічний веслувальник.
Олімпійський чемпіон 1968 року в складі вісімки, учасник 1964 року.
Чемпіон Європи 1963 (розпашні четвірки зі стерновим), 1967 (вісімки) років, срібний призер 1964 року в складі розпашної четвірки зі стерновим.